# Crosslauf-Weltmeisterschaften 1982
Die 10. Crosslauf-Weltmeisterschaften der IAAF fanden am 21. März 1982 auf dem Ippodromo Capannelle in Rom (Italien) statt.
Die Männer starteten über eine Strecke von 11,978 km, die Frauen über 4,663 km und die Junioren über 7,926 km.

## Ergebnisse

### Männer

#### Einzelwertung
| Platz | Athlet             | Land | Zeit (min) |
| ----- | ------------------ | ---- | ---------- |
| 1     | Mohamed Kedir      | ETH  | 33:41      |
| 2     | Alberto Salazar    | USA  | 33:45      |
| 3     | Rod Dixon          | NZL  | 34:02      |
| 4     | Hansjörg Kunze     | GDR  | 34:03      |
| 5     | Mike McLeod        | ENG  | 34:07      |
| 6     | Eshetu Tura        | ETH  | 34:08      |
| 7     | Alberto Cova       | ITA  | 34:13      |
| 8     | Werner Schildhauer | GDR  | 34:18      |

Von 180 gestarteten Athleten erreichten 167 das Ziel.
Weitere Teilnehmer aus deutschsprachigen Ländern:
- 21: Frank Zimmermann (FRG), 34:41
- 29: Hans-Jürgen Orthmann (FRG), 34:51
- 51: Christoph Herle (FRG), 35:15
- 68: Michael Scheytt (FRG), 35:27
- 73: Manfred Schoeneberg (FRG), 35:36
- 88: Michael Spöttel (FRG), 35:52
- 90: Roland Hertner (SUI), 35:56
- 94: Hugo Rey (SUI), 36:00
- 100: Kurt Hürst (SUI), 36:04
- 104: Fredi Griner (SUI), 36:07
- 139: Peter Horisberger (SUI), 36:57
- 157: Martin Großkopf (FRG), 37:57
- 159: Fritz Rüegsegger (SUI), 38:15

#### Teamwertung
| Platz | Land und Athleten                                                                                        | Gesamtpunktzahl und Einzelplatzierung |
| ----- | --- | ------------------------------------- |
| 1     | Äthiopien Mohamed Kedir Eshetu Tura Wodajo Bulti Miruts Yifter Hana Girma Dereje Nedi                    | 098 01 06 012 016 028 035             |
| 2     | England Mike McLeod David Clarke Hugh Jones Julian Goater Steve Kenyon Karl Harrison                     | 114 05 09 011 018 022 049             |
| 3     | Sowjetunion Aleksandras Antipovas Waleri Sapon Enn Sellik Wiktor Tschumakow Jewgeni Okorokow Toomas Turb | 257 019 024 045 046 052 071           |

Insgesamt wurden 19 Teams gewertet. Die bundesdeutsche Mannschaft belegte mit 330 Punkten den achten und die Schweizer Mannschaft mit 686 Punkten den 16. Platz.

### Frauen

#### Einzelwertung
| Platz | Athletin           | Land | Zeit (min) |
| ----- | ------------------ | ---- | ---------- |
| 1     | Maricica Puică     | ROU  |            |
| 2     | Fița Lovin         | ROU  |            |
| 3     | Grete Waitz        | NOR  |            |
| 4     | Agnese Possamai    | ITA  |            |
| 5     | Dianne Rodger      | NZL  |            |
| 6     | Ingrid Kristiansen | NOR  |            |
| 7     | Jelena Sipatowa    | URS  |            |
| 8     | Raissa Smechnowa   | URS  |            |

Von 109 gestarteten Athletinnen erreichten 105 das Ziel.
Die einzige Teilnehmerin aus einem deutschsprachigen Land war Beate Liebich aus der DDR (Platz 37, 15:31). 

#### Teamwertung
| Platz | Land und Athletinnen                                                              | Gesamtpunktzahl und Einzelplatzierung |
| ----- | --------------------------------------------------------------------------------- | ------------------------------------- |
| 1     | Sowjetunion Jelena Sipatowa Raissa Smechnowa Tetjana Posdnjakowa Galina Sacharowa | 44 07 08 11 18                        |
| 2     | Italien Agnese Possamai Nadia Dandolo Cristina Tomasini Rita Marchisio            | 57 04 09 19 25                        |
| 3     | England Ann Ford Paula Fudge Jane Furniss Ruth Smeeth                             | 67 13 14 16 24                        |

Insgesamt wurden 17 Teams gewertet.

### Junioren

#### Einzelwertung
| Platz | Athlet          | Land | Zeit (min) |
| ----- | --------------- | ---- | ---------- |
| 1     | Zurbachev Gelaw | ETH  | 22:46      |
| 2     | Adugna Lema     | ETH  | 22:47      |
| 3     | Stefano Mei     | ITA  | 22:49      |

Von 93 gestarteten Athleten erreichten 92 das Ziel.

#### Teamwertung
| Platz | Land und Athleten                                                       | Gesamtpunktzahl und Einzelplatzierung |
| ----- | ----------------------------------------------------------------------- | ------------------------------------- |
| 1     | Äthiopien Zurbachev Gelaw Adugna Lema Hunde Kume Teka Mekonnen          | 12 01 02 04 05                        |
| 2     | Italien Stefano Mei Francesco Panetta Salvatore Nicosia Ranieri Carenza | 37 03 06 07 21                        |
| 3     | Vereinigte Staaten John Easker Tom Ansberry George Nicholas Joe Stinzi  | 70 11 14 22 23                        |

Insgesamt wurden 16 Teams gewertet.